# منطقة كولام
كولام رمزها «KL» (بالإنجليزية: Kollam)‏ ، هو تقسيم إداري لدولة الهند تتبع ولاية كيرلا (بالإنجليزية: Kerala)‏ ، مركزها هو مدينة كولام (بالإنجليزية: Kollam)‏ عدد سكانها حسب تعداد سنة 2001 هو 2,584,118 ، مساحتها 2,498 كم² وكثافة السكان 1,034 لكل كم² .

## المناخ
يظهر الجدول التالي التغييرات المناخية على مدار السنة لمنطقة كولام:
| البيانات المناخية لـمنطقة كولام   | البيانات المناخية لـمنطقة كولام | البيانات المناخية لـمنطقة كولام | البيانات المناخية لـمنطقة كولام | البيانات المناخية لـمنطقة كولام | البيانات المناخية لـمنطقة كولام | البيانات المناخية لـمنطقة كولام | البيانات المناخية لـمنطقة كولام | البيانات المناخية لـمنطقة كولام | البيانات المناخية لـمنطقة كولام | البيانات المناخية لـمنطقة كولام | البيانات المناخية لـمنطقة كولام | البيانات المناخية لـمنطقة كولام | البيانات المناخية لـمنطقة كولام |
| الشهر                             | يناير                           | فبراير                          | مارس                            | أبريل                           | مايو                            | يونيو                           | يوليو                           | أغسطس                           | سبتمبر                          | أكتوبر                          | نوفمبر                          | ديسمبر                          | المعدل السنوي                   |
| --------------------------------- | ------------------------------- | ------------------------------- | ------------------------------- | ------------------------------- | ------------------------------- | ------------------------------- | ------------------------------- | ------------------------------- | ------------------------------- | ------------------------------- | ------------------------------- | ------------------------------- | ------------------------------- |
| متوسط درجة الحرارة الكبرى °م (°ف) | 32 (90)                         | 33 (91)                         | 33 (91)                         | 33 (91)                         | 33 (91)                         | 30 (86)                         | 30 (86)                         | 30 (86)                         | 31 (88)                         | 31 (88)                         | 31 (88)                         | 32 (90)                         | 33 (91)                         |
| متوسط درجة الحرارة الصغرى °م (°ف) | 22 (72)                         | 23 (73)                         | 24 (75)                         | 25 (77)                         | 25 (77)                         | 24 (75)                         | 23 (73)                         | 23 (73)                         | 24 (75)                         | 24 (75)                         | 23 (73)                         | 23 (73)                         | 22 (72)                         |
| الهطول مم (إنش)                   | 24.4 (0.96)                     | 30.9 (1.22)                     | 77.7 (3.06)                     | 159.5 (6.28)                    | 246.9 (9.72)                    | 458.8 (18.06)                   | 408.9 (16.10)                   | 258.9 (10.19)                   | 211.2 (8.31)                    | 332.5 (13.09)                   | 230.8 (9.09)                    | 65.4 (2.57)                     | 2٬700 (106.30)                  |
| المصدر #1:                        |                                 |                                 |                                 |                                 |                                 |                                 |                                 |                                 |                                 |                                 |                                 |                                 |                                 |
| المصدر #2:                        |                                 |                                 |                                 |                                 |                                 |                                 |                                 |                                 |                                 |                                 |                                 |                                 |                                 |